# Liberális demokrácia
A liberális demokrácia amelyet néha nyugati demokráciának is neveznek, olyan politikai ideológia és államforma, amelyben a képviseleti demokrácia a liberalizmus elvei szerint működik, nevezetesen az egyének szabadságjogainak védelme mellett. A demokrácia olyan formája, amelyben a kormány hatalma korlátozott, és az egyének szabadságát és jogait alkotmányosan megállapított normák és intézmények védik. A liberális demokrácia azon államokat jelöli, amelyek politikai rendszerét liberális és demokratikus elvek szerint építették fel. A liberális demokráciákat a szabad választások, a hatalmi ágak szétválasztása, a jogállamiság, az emberi és állampolgári jogok, valamint a polgári és politikai szabadságjogok tiszteletben tartása jellemzik.
A liberális demokrácia különféle formákat ölthet: lehet alkotmányos monarchia, (például Japánban, Spanyolországban, Hollandiában, Kanadában vagy az Egyesült Királyságban), vagy lehet köztársaság, (például Franciaországban, Németországban, Írországban, Olaszországban vagy az Egyesült Államokban). Lehet parlamentáris rendszere (Ausztrália, Kanada, Lengyelország, Hollandia), elnöki rendszere (Argentína, Egyesült Államok) vagy félelnöki rendszere (Franciaország, Tajvan).
A liberális demokrácia az illiberális demokráciákkal és a diktatúrákkal áll szemben.

## Jellemzői
A működési szabályok értékrendjére a liberalizmus eszmerendszere a jellemző, vagyis az egyén szabadságát jelölik meg, mint legfontosabb politikai célt. Ma már választójogot ad minden felnőtt állampolgárnak nemre, rasszra, nemzetiségre, vallásra, gazdasági státuszra való tekintet nélkül. Biztosítja a társadalom sokszínű csoportjainak békés együttműködését és egymás mellett élését. A politikai ellenzéket hagyja szabadon működni. A gazdasági élet alapja a magántulajdon és a magánszerződések. Előnyben részesíti ugyan a kormányzati beavatkozástól mentes szabadpiacot, de bizonyos közjavak esetén meghagyja az állam szerepét.
A liberális demokrácia a hatalmi ágak szétválasztását, a független igazságszolgáltatást, valamint a hatalmi fékek és egyensúlyok rendszerét hangsúlyozza, amely garantálja az „államszervezet” demokratikus jellegének fenntarthatóságát.
A liberális demokráciák jellemzői többek közt a megnövekedett politikai stabilitás, és az alacsonyabb korrupció.
Pontokban összeszedve a főbb jellemzői:
- Általános választójog
- Szabad választások
- Többpártiság
- Jogállamiság [1]
- Korlátozott kormányzati jogkörök, amelyeket alkotmányos garanciák tartanak kordában, beleértve a hatalmi ágak megosztását: törvényhozó, végrehajtó hatalom és igazságszolgáltatás elválasztását [8]
- A szabadságjogok hatékony garanciái, különösen olyan területeken, mint a szólásszabadság, a sajtószabadság, a lelkiismereti, a vallási és a gyülekezési szabadság, illetve a törvény előtti egyenlő bánásmód [8]
- A fegyveres erők civil kontrollja: választott képviselők ellenőrző szerepe
- Az ellenzék jogosultságainak tiszteletben tartása
- A politikai szabadságjogok egyenlő védelme minden polgár számára
- Minden csoport pártot alapíthat, amelyik betartja az alkotmányos elveket.

## Gyakorlatban
Azon demokratikus berendezkedések, melyek szabadságjogokat biztosítottak, kezdetben liberális demokráciáknak tekinthetők. Vannak különböző változatai, amelyek különböző fokon és eredménnyel működnek. A demokrácia liberális felfogása szerint a döntéshozást is korlátozhatja az egyéni és közösségi jogok valamint a szabadság védelmével. Nincs olyan nyugati demokrácia, amely ne korlátozná érdemben a többségi elvű hatalomgyakorlást. Az amerikai demokrácia a kötelező közterhekkel az egyéni szabadságjogokat kevésbé korlátozza, mint a különböző szintű európai demokráciák.
A Britannica alapján az olyan populista vezetők, mint Orbán Viktor vagy Donald Trump, elvetették a kulcsfontosságú liberális-demokratikus eszméket, mint a politikai pluralizmus és a jogállamiság, továbbá a kormányzati hatalom intézményes ellenőrzésének szükségességét is.
A Göteborgi Egyetem politikatudományi kutatócsoportja által vezetett V-Dem projekt (a demokrácia változataiért) 2021-es jelentése különbséget tesz a „liberális demokráciák”, a „választási demokráciák”, a „választási autokráciák” és a „zárt autokráciák” között.

### Magyarországon
Az 1989-es rendszerváltozás után a magyarországi politikai rendszer liberális demokráciának számított, Orbán Viktor is az 1990-es évek elején liberális elveket vallott. A Fidesz 1992-ben csatlakozott a Liberális Internacionáléhoz, amelynek Orbán hosszú évekre az alelnöke lett.
Magyarország az Európai Unióhoz közeledett, amely gyakorlatilag felvételi kritériumnak tekintette a liberális demokrácia különböző kritériumainak teljesülését.
Orbán Viktor a 2000-es évektől egyre inkább jobbra tolódott és miniszterelnökként a 2014. július 25-én elmondott tusnádfürdői beszédében már arról beszélt, hogy illiberális demokráciát épít Magyarországon. A világban létező illiberális demokráciákat hozta példaként, kifejtette, hogy a világ azokat a rendszereket próbálja megérteni, amelyek nem nyugatiak, nem liberálisok, talán nem is demokráciák, és mégis sikeresek. Az elemzéseinek "sztárjai" pedig Szingapúr, Kína, India, Oroszország és Törökország voltak.
Az Európai Parlament 2022-es állásfoglalása alapján Magyarország már nem teljes értékű demokrácia, hanem egy választási autokrácia.